# Peter Marcias
Peter Marcias (Oristano, 5 dicembre 1977) è un regista italiano.

## Biografia
Nato a Oristano il 5 dicembre 1977, a 5 anni si trasferisce a Cagliari con i genitori. Dopo aver studiato per alcuni anni alla facoltà di scienze politiche, a 20 anni decide di intraprendere un percorso lavorativo nel mondo del cinema trasferendosi a Roma.
Realizza numerosi spot, documentari e cortometraggi presentati nei festival nazionali ed internazionali tra cui Olivia (2003), Il canto delle cicale (2004) e Antonio Romagnino (2005) ritratto dello scrittore cagliaritano.

### L'esordio
Nel 2006 il suo esordio nelle sale cinematografiche con il film collettivo Bambini, prodotto e distribuito dalla Pablo di Gianluca Arcopinto, dove ha diretto l'episodio Sono Alice, che ha partecipato a più di cento festival internazionali, tra cui Golden Horse Taipei, São Paulo International Film Festival in Brasile, Giffoni Film Festival, Syracuse International film Festival, Istanbul, Kiev.
Nel 2007 dirige il documentario Ma la Spagna non era cattolica?, interpretata da Elena Arvigo che partecipa in concorso al Torino GLBT Film Festival - Da Sodoma a Hollywood nella sezione documentari, Giornate di Cinema Omosessuale di Venezia, Festival di Madrid, Buenos Aires, Valladolid. La pellicola, che per prima in Italia affronta il dibattito delle riforme spagnole di Zapatero in materia di unioni omosessuali, è stata distribuita al cinema in varie città italiane, e venduta nelle televisioni internazionali.
Nel film documentario Silenzi e parole (2017) girato a Cagliari mette in scena il confronto tra l' Ordine dei frati minori cappuccini e gli attivisti LGBT dell'Associazione Arc, durante la Quaresima. Distribuito in Italia da Istituto Luce Cinecittà debutta in anteprima al Festival del Cinema Europeo. 

### Il primo lungometraggio
Un attimo sospesi (2008), interpretato da Paolo Bonacelli, Nino Frassica, Ana Caterina Morariu e Farida, è stato in concorso al São Paulo International Film Festival nella sezione "New Directors Competitions". Marcias per questa prima opera in pellicola si avvale di importanti collaboratori tra cui il direttore della fotografia Marco Onorato, il compositore Fabio Liberatori e il montatore del suono Sandro Peticca.

### Ritratti di donne
Nel 2010 presenta alle Giornate degli autori durante la Mostra internazionale d'arte cinematografica di Venezia, il film documentario Liliana Cavani, una donna nel cinema, che sarà poi proiettato al Festival cinematografico internazionale di Mosca e al São Paulo International Film Festival. Il ritratto sulla regista di Carpi, Liliana Cavani, è stato candidato ai Nastri d'argento 2011 nella categoria miglior documentario di cinema.
Nel 2013 presenta in anteprima mondiale al Torino Film Festival il film documentario Tutte le storie di Piera sulla figura dell'attrice Piera Degli Esposti. Tra gli intervistati figurano Nanni Moretti, Paolo Sorrentino, Lina Wertmuller, Giuseppe Tornatore, Marco Bellocchio, Riccardo Milani, Paolo Taviani, Vittorio Taviani e Dacia Maraini. Il film si aggiudica il premio Maria Adriana Prolo, il Nastro d'argento speciale 2014 ed esce nei cinema italiani a giugno 2014.
Nel settembre 2020 ha presentato alle Giornate degli autori della Mostra internazionale d'arte cinematografica di Venezia il film documentario Nilde Iotti, il tempo delle donne, dedicato alla figura della prima donna presidente della Camera dei deputati. Tra gli intervistati Piera Degli Esposti, Luciana Castellina, Marisa Rodano, Giorgio Napolitano, Rosa Russo Jervolino, Michela Murgia, Cecilia Mangini e il presidente della Repubblica Sergio Mattarella. Girato tra Reggio Emilia, Bologna e Roma annovera, nel ruolo di se stessa, l'attrice Paola Cortellesi che evoca Nilde Iotti. Le musiche originali sono di Paolo Fresu.

### Il ritorno a Cagliari
Nel 2011 torna a Cagliari, per girare il suo secondo film dal titolo I bambini della sua vita, scritto da Marco Porru, che ha tra gli interpreti Piera Degli Esposti, Fiorenza Tessari, Julien Alluguette, Nino Frassica e Caterina Gramaglia. Il film ottiene numerosi riconoscimenti per l'interpretazione di Piera Degli Esposti tra cui il Globo d'oro e la nomination al Ciak d'oro
Nel 2012 sempre nel capoluogo sardo dirige il suo nuovo film intitolato Dimmi che destino avrò, con Luli Bitri, Salvatore Cantalupo e Andrea Dianetti. Prodotta e distribuita dalla Pablo di Gianluca Arcopinto la pellicola debutta nella sezione "Festa Mobile" al Torino Film Festival diretto da Gianni Amelio.
Nel 2015 dirige La nostra quarantena, girato tra Cagliari e Roma che ha tra i protagonisti Francesca Neri e Moisè Curia. L'opera che prende spunto da un fatto di cronaca realmente accaduto (quindici marinai imprigionati sulla nave Kenza battente bandiera marocchina) debutta in anteprima mondiale alla Mostra internazionale del Nuovo Cinema di Pesaro. Distribuito in Italia da Istituto Luce Cinecittà è stato in cinquina ai Nastro d'argento miglior docu-fiction.

### Progetti D'Animazione
Appassionato d'animazione, utilizzata nei film Un attimo sospesi (2008) e I bambini della sua vita, scrive e dirige il suo primo cortometraggio animato, intitolato Il mondo sopra la testa (2012), che debutta in concorso al Torino GLBT Film Festival - Da Sodoma a Hollywood. Seguiranno i cortometraggi Il mio cane si chiama Vento (2016), che debutta in concorso al Giffoni Film Festival e Strollica (2017), presentato in anteprima mondiale al Festa del Cinema di Roma. Entrambi i brevi film, prodotti dalla Fondazione Sardegna Film Commission, affrontano tematiche legate all'ambiente e sostenibilità. 

### Trilogia sulla Terra
Nel 2018 realizza Uno sguardo alla Terra, primo film documentario della trilogia sulla Terra. Partendo dalla Sardegna, affronta le tematiche del nuovo cinema del reale, intervistando i registi internazionali come Wang Bing, Vincenzo Marra, Jose Luis Guerin, Claire Simon, Tomer Heymann, Sahraa Karimi, Mehrdad Oskouei, Brillante Mendoza, Piera Detassis e Manlio Brigaglia. Il film esce nei cinema italiani a maggio 2018 distribuito da Istituto Luce Cinecittà.

## Filmografia

### Cinema
- Bambini, episodio Sono Alice (2006)
- Ma la Spagna non era cattolica? (2007)
- Un attimo sospesi (2008)
- Liliana Cavani, una donna nel cinema (2010)
- I bambini della sua vita (2011)
- Dimmi che destino avrò (2012)
- Tutte le storie di Piera (2013)
- La nostra quarantena (2015)
- Silenzi e parole (2017)
- Uno sguardo alla Terra (2018)
- Nilde Iotti, il tempo delle donne (2020)
- Uomini in marcia (2023)

### Cortometraggi
- Olivia (2003)
- Il canto delle cicale (2004)
- Io sono un cittadino (2006)
- Il mondo sopra la testa (2012)
- Sono uguali in vacanza (2014)
- Il mio cane si chiama Vento (2016)
- Strollica (2017)
- L'unica lezione (2018)